# Anton Curti
Anton Curti (* 19. Mai 1820 in Rapperswil SG; † 4. Januar 1887 in Dresden) war ein aus der Schweiz stammender deutschsprachiger Opernsänger (Tenor).

## Leben und Wirken
Er war der Sohn der Kaufleute Curti aus Rapperswil. Nach dem Schulbesuch nahm er eine Gesangsausbildung auf. Als Tenor trat er u. a. in Zürich, von 1843 bis 1847 an der Königlichen Hofoper in Dresden, später in Lübeck, Danzig, Königsberg, Augsburg auf, bevor er hessischer Hofopernsänger in Kassel wurde und ab 1863 bis zu seinem Tod dauerhaft in Dresden lebte und hier vor allem als Gesangslehrer tätig war. Er starb als pensionierter Hofopernsänger und ist der Vater des Opernkomponisten Franz Curti. Seine letzte Ruhe fand er auf dem Inneren Katholischen Friedhof in Dresden.